# Constituição do Estado do Acre
A Constituição do Estado do Acre foi promulgada pela Assembléia Legislativa, com poderes de Assembleia Constituinte Estadual no dia 3 de outubro de 1989.

## Preâmbulo
"A ASSEMBLEIA ESTADUAL CONSTITUINTE, usando dos poderes que lhe foram outorgados pela CONSTITUIÇÃO FEDERAL, obedecendo ao ideário democrático, com o pensamento voltado para o POVO, inspirada nos HERÓIS DA REVOLUÇÃO ACREANA e SOB A PROTEÇÃO DE DEUS, promulga a seguinte CONSTITUIÇÃO DO ESTADO DO ACRE".

## Corpo
A corpo da constituição acreana tem uma literatura composta por 223 artigos e o Atos das Disposições Constitucionais Transitórias tem 37 artigos.

## Elenco constituinte
Foi assinada pelos seguintes deputados estaduais constituintes:
- Félix Pereira, Presidente
- Pedro Yarzon, Vice-Presidente
- Manoel Mesquita, 1º Secretário
- Francisco Marinheiro, 2º Secretário

Ariosto Miguéis, Átila Vianna, Edmundo Pinto, Elson Santiago, Francisco Pessoa, Francisco Thaumaturgo, Hermelindo Brasileiro, Ilson Ribeiro, João Tezza, Josias Farias, Luiz Garcia, Manoel Machado, Maria das Vitórias, Mirian Pascoal, Raimundo Sales, Romildo Magalhães, Wagner Sales,

### Participantes
Edgar Fontes, Isnard Leite, José Augusto, Maurí Sérgio, Valmir Ribeiro, Ulisses Modesto.

### Im memorian
Alcimar Leitão e Valdemir Lopes.

## Histórico das constituições do Acre

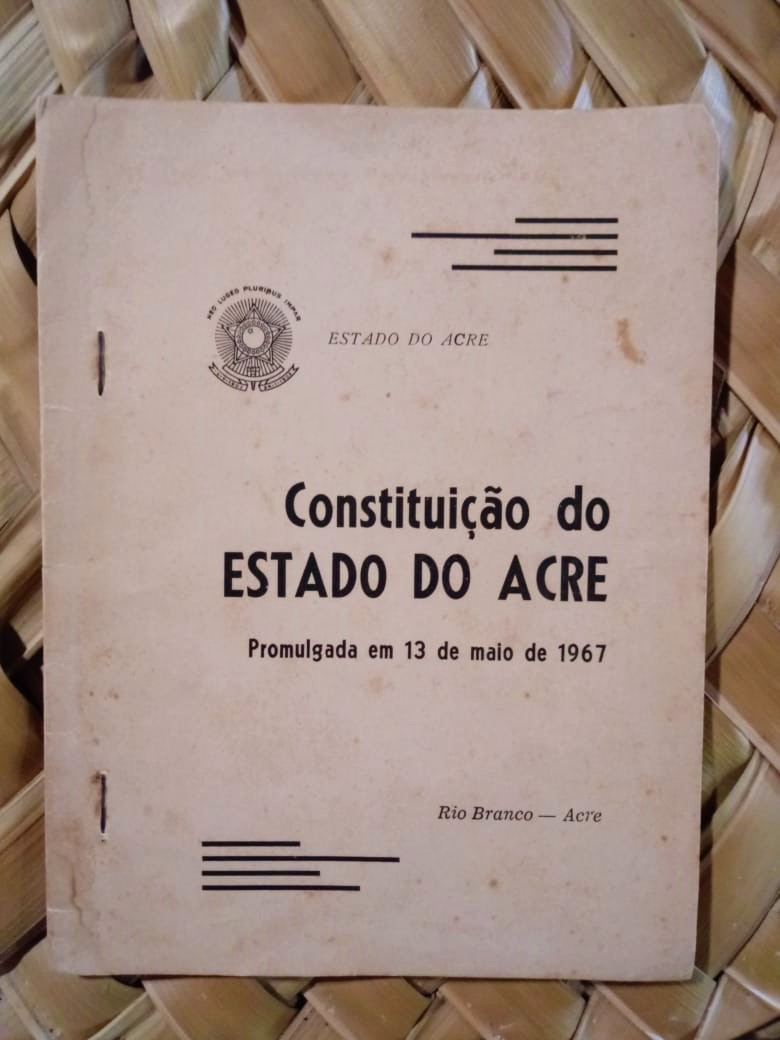
A de 1967.

A primeira constituição estadual acreana foi a:
- Constituição do Estado do Acre de 1963, promulgada pela Assembleia Legislativa no dia 1º de março de 1963 e após a Constituição brasileira de 1967 os estados também  promulgaram suas constituições.[4][5]
- Constituição do Estado do Acre de 1967 promulgada em 13 de maio de 1967[6].